# عاديات اليهود
آثار اليهود (باللاتينية: Antiquitates Iudaicae؛ باليونانية: Ἰουδαϊκὴ ἀρχαιονογία، Ioudaikē Archaiologia) هو عمل تاريخي مكون من 20 مجلدًا، كتبه المؤرخ يوسيفوس باللغة اليونانية في العام الثالث عشر من حكم الإمبراطور الروماني دوميتيان والذي كان عام 94 م. يحتوي الكتاب على وصف لتاريخ الشعب اليهودي وتحديدًا لرعاة يوسيفوس الأمميين. في المجلدات العشرة الأولى يتابع يوسيفوس أحداث الكتاب المقدس العبري بدءًا من قصة خلق آدم وحواء.
تواصل المجلدات العشرة الثانية سرد تاريخ الشعب اليهودي إلى ما بعد النص الكتابي وحتى الحرب اليهودية الرومانية الأولى (66-73 م). يوفر هذا العمل إلى جانب عمل جوزيفوس الرئيسي الآخر:الحرب اليهودية (De Bello Iudaico)، مادة أساسية قيمة للمؤرخين الراغبين في فهم اليهودية في القرن الأول الميلادي والفترة المسيحية المبكرة.